# Spółka rodzinna (film 2019)
Spółka rodzinna (ang. Family Romance, LLC) – amerykańsko-niemiecki dramat filmowy  w reżyserii Wernera Herzoga z 2019.

## Obsada
- Ishii Yuichi jako Ishii Yuichi
- Mahiro Tanimoto jako Mahiro
- Miki Fujimaki jako Matka Mahiro
- Takashi Nakatani jako ojciec panny młodej[2]